# يو إف سي ليلة القتال: تيل ضد ماسفيدال
يو إف سي ليلة القتال: تيل ضد ماسفيدال (بالإنجليزية: UFC Fight Night: Till vs. Masvidal)‏ هو حدث لفنون القتال المختلطة نظمته يو إف سي، أُقيم في 16 مارس 2019، على ذا أوه2 أرينا في لندن، إنجلترا.